# Chrislain Matsima
Chrislain Iris Aurel Matsima (Nanterre, 15 de mayo de 2002) es un futbolista francés que juega de defensa en el F. C. Augsburgo de la 1. Bundesliga.

## Trayectoria
Debutó como profesional con el A. S. Monaco F. C. el 27 de septiembre de 2020 en un partido de Ligue 1 contra el R. C. Estrasburgo Alsacia. Jugó 16 encuentros en esta categoría en dos temporadas antes de ser cedido al F. C. Lorient en agosto de 2022. En 2024 acumuló otras dos cesiones, siendo sus destinos el Clermont Foot 63 y el F. C. Augsburgo. Este último lo adquirió en propiedad tras hacer efectiva la opción de compra que incluía el acuerdo.

## Vida personal
Nacido en Francia, es de origen congoleño (Congo-Brazzaville).

## Estadísticas

### Clubes
Actualizado al último partido disputado el 2 de noviembre de 2024.
| Club                          | Div.          | Temporada     | Liga  | Liga  | Copas nacionales | Copas nacionales | Copas internacionales | Copas internacionales | Total | Total |
| Club                          | Div.          | Temporada     | Part. | Goles | Part.            | Goles            | Part.                 | Goles                 | Part. | Goles |
| ----------------------------- | ------------- | ------------- | ----- | ----- | ---------------- | ---------------- | --------------------- | --------------------- | ----- | ----- |
| A. S. Monaco F. C. II Francia | 4.ª           | 2019-20       | 17    | 1     | —                | —                | —                     | —                     | 17    | 1     |
| A. S. Monaco F. C. II Francia | Total club    | Total club    | 17    | 1     | 0                | 0                | 0                     | 0                     | 17    | 1     |
| A. S. Monaco F. C. Francia    | 1.ª           | 2020-21       | 9     | 0     | 2                | 0                | 0                     | 0                     | 11    | 0     |
| A. S. Monaco F. C. Francia    | 1.ª           | 2021-22       | 7     | 0     | 3                | 0                | 3                     | 0                     | 13    | 0     |
| F. C. Lorient II Francia      | 4.ª           | 2022-23       | 1     | 0     | —                | —                | —                     | —                     | 1     | 0     |
| F. C. Lorient II Francia      | Total club    | Total club    | 1     | 0     | 0                | 0                | 0                     | 0                     | 1     | 0     |
| F. C. Lorient Francia         | 1.ª           | 2022-23       | 6     | 0     | 2                | 0                | —                     | —                     | 8     | 0     |
| F. C. Lorient Francia         | Total club    | Total club    | 6     | 0     | 2                | 0                | 0                     | 0                     | 8     | 0     |
| A. S. Monaco F. C. Francia    | 1.ª           | 2022-23       | 8     | 0     | 0                | 0                | 2                     | 0                     | 10    | 0     |
| A. S. Monaco F. C. Francia    | 1.ª           | 2023-24       | 6     | 0     | 1                | 0                | —                     | —                     | 7     | 0     |
| A. S. Monaco F. C. Francia    | Total club    | Total club    | 30    | 0     | 6                | 0                | 5                     | 0                     | 41    | 0     |
| Clermont Foot 63 Francia      | 1.ª           | 2023-24       | 14    | 1     | —                | —                | —                     | —                     | 14    | 1     |
| Clermont Foot 63 Francia      | Total club    | Total club    | 14    | 1     | 0                | 0                | 0                     | 0                     | 14    | 1     |
| F. C. Augsburgo II · Alemania | 4.ª           | 2024-25       | 1     | 0     | —                | —                | —                     | —                     | 1     | 0     |
| F. C. Augsburgo II · Alemania | Total club    | Total club    | 1     | 0     | 0                | 0                | 0                     | 0                     | 1     | 0     |
| F. C. Augsburgo · Alemania    | 1.ª           | 2024-25       | 5     | 0     | 1                | 0                | —                     | —                     | 6     | 0     |
| F. C. Augsburgo · Alemania    | Total club    | Total club    | 5     | 0     | 1                | 0                | 0                     | 0                     | 6     | 0     |
| Total carrera                 | Total carrera | Total carrera | 74    | 2     | 9                | 0                | 5                     | 0                     | 88    | 2     |